# Apollo Palatinus tempel
Apollo Palatinus tempel (latin: Aedes Apollinis Palatini) var ett tempel, invigt åt Apollon på Palatinen i antikens Rom. Templet var beläget i anslutning till Augustus hus. Augustus avlade ett löfte att uppföra templet efter segern mot Sextus Pompeius i slaget vid Naulochus år 36 f.Kr. Templet uppfördes på den plats där blixten hade slagit ned på Augustus egendom på Palatinen och invigdes den 9 oktober 28 f.Kr. Till invigningen diktade Horatius ett ode.

## Historia
Apollotemplet var uppfört i carraramarmor och smyckat med en rad statyer. Templet var antingen hexastylt eller octastylt och dess podium mätte ungefär 24 x 45 meter. Vitruvius noterade att mellanrummet mellan kolonnerna var särskilt brett.
På taket stod en häststridsvagn, anförd av Helios, samt statyer i parisk marmor, utförda av skulptörerna Bupalos och Athenis. Templets portar var dekorerade med reliefer i elfenben. Den ena framställde hur Delfi räddas från kelternas våld, medan den andra avbildade niobidernas öde. Framför templets ingång stod en staty föreställande Apollo samt ett altare omgivet av fyra oxar, utfört av Myron. I cellan fanns en Apollostaty av Skopas, en Dianastaty av Timotheus samt en Latonastaty av Cephisodotus.
I templet förvarades en samling av signetringar och juveler. Senare fördes statyn Apollo Comaeus av kejsar Lucius Verus soldater från Seleukia och ställdes upp i templet.
I omedelbar anslutning till Apollotemplet stod en portik – Danaidernas portik – med statyer föreställande de femtio danaiderna och deras makar. Portiken hade kolonner i giallo antico.
Under kejsartiden höll senaten emellanåt sina möten i Apollotemplet eller i det närliggande bibliotektet. Templet förstördes i en eldsvåda den 19 mars 363, men man räddade de sibyllinska böckerna, vilka förvarades där.
Resterna av Apollotemplet utgrävdes under ledning av den italienske arkeologen Pietro Rosa 1865 och 1870, av Alfonso Bartoli 1937 och av Gianfilippo Carettoni 1956.

## Bilder
| - Schematisk plan över Augustus egendom på Palatinen. - Den så kallade Apollo Barberini, en kopia av den kultstaty som stod i templet. |